# Kátia Borges
Katia Regina Macedo Borges conhecida como Kátia Borges (Salvador, 1968) é poeta, professora, cronista e jornalista.

## Carreira
Doutora de literatura e cultura pelo Instituto de Letras da Universidade Federal da Bahia, graduação em comunicação com habilitação em jornalismo pela Universidade Federal da Bahia (UFBA) e também é mestrada em cultura e literatura pela mesma instituição. É professora assistente da Universidade Salvador (UNIFACS).
Foi editora-coordenadora da Revista Muito, publicação semanal do jornal A Tarde. Escreve crônicas em coluna semanal fixa, no Jornal Correio.
Acumula participações na Festa Literária Internacional de Cachoeira (Flica), tendo figurado como debatedora em 2014 e como a primeira mulher a integrar a curadoria do evento, em 2019.
Em 2021, foi finalista do Prêmio Jabuti, na categoria de crônicas, com a obra "A Teoria da Felicidade", obra publicada através da Editora Patuá, em 2020.
Em momento de quarentena, devido a pandemia do Covid-19 publicou a obra de crônicas "Tudo Será Daqui Pra Frente", também publicada através da Editora Patuá, em 2022.
Em 06 de março de 2022, Antônio Fagundes, fez a leitura do poema "Amor", em homenagem as mulheres, esse poema encontra-se no primeiro livro de Kátia Borges, com o titulo "De volta a caixa de abelha".

## Obras
- De Volta a Caixa de Abelha, As Letras da Bahia, 2002;
- Uma Balada Para Janis, P55, 2009;
- Ticket Zen, Escrituras, 2010;
- Escorpião Amarelo, P55, 2012;
- São Selvagem, P55, 2014;[19]
- O Exército da Distração, Penalux, 2017;